# (59390) Habermas
(59390) Habermas est un astéroïde de la ceinture principale.

## Description
(59390) Habermas est un astéroïde de la ceinture principale. Il fut découvert le 24 mars 1999 à Monte Agliale par Matteo Santangelo. Il présente une orbite caractérisée par un demi-grand axe de 2,94 UA, une excentricité de 0,10 et une inclinaison de 6,4° par rapport à l'écliptique.

## Compléments